# Jazz Tour

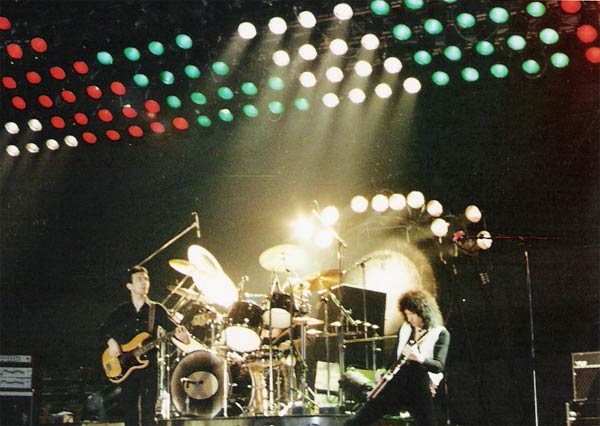
1979年1月23日、ハノーファー公演。

Jazz Tourは、イギリスのロックバンド、クイーンが1978年から1979年にかけてに行った、アルバム『ジャズ』リリースに伴うコンサート・ツアーである。1979年1月から3月にかけて行われたヨーロピアンレグの音源は「ライヴ・キラーズ」として1979年にリリースされた。

## セットリスト
これは1978年12月1日にカナダのモントリオールで行われたライブのセットリストであり、ツアー期間中の全てのセットリストを表すものではない。
1. ウィ・ウィル・ロック・ユー (ファスト・バージョン)
2. レット・ミー・エンターテイン・ユー
3. 愛にすべてを
4. うちひしがれて
5. デス・オン・トゥー・レッグス
6. キラー・クイーン
7. バイシクル・レース
8. アイム・イン・ラヴ・ウィズ・マイ・カー
9. ゲット・ダウン・メイク・ラヴ
10. マイ・ベスト・フレンド
11. ナウ・アイム・ヒア
12. 永遠の翼
13. ドリーマーズ・ボール
14. ラヴ・オブ・マイ・ライフ
15. '39
16. イッツ・レイト
17. ブライトン・ロック (ティンパニ・ギターソロを含む)
18. ファット・ボトムド・ガールズ
19. 炎のロックンロール
20. ボヘミアン・ラプソディ
21. タイ・ユア・マザー・ダウン
アンコール
22. シアー・ハート・アタック
アンコール
23. ウィ・ウィル・ロック・ユー
24. 伝説のチャンピオン
25. ゴッド・セイヴ・ザ・クイーン

### 上記以外に演奏された曲
- ファット・ボトムド・ガールズ[3]
- 監獄ロック[4]
- ドント・ストップ・ミー・ナウ[5]
- ビッグ・スペンダー[6]
- 手をとりあって[7]

## ツアー日程
| 日付                          | 都市               | 国             | 会場                                                     |
| ----------------------------- | ------------------ | -------------- | -------------------------------------------------------- |
| 北米                          |                    |                |                                                          |
| 1978年10月28日                | ダラス             | アメリカ合衆国 | ダラス・コンベンション・センター                         |
| 1978年10月29日                | メンフィス         | アメリカ合衆国 | ミッドサウス・コロシアム                                 |
| 1978年10月31日                | ニューオーリンズ   | アメリカ合衆国 | ニューオーリンズ・オーディトリアム                       |
| 1978年11月3日                 | マイアミ           | アメリカ合衆国 | ハリウッド・スポータトリウム                             |
| 1978年11月4日                 | レイクランド       | アメリカ合衆国 | レイクランド・シビック・センター                         |
| 1978年11月6日                 | ランドーバー       | アメリカ合衆国 | キャピタル・センター                                     |
| 1978年11月7日                 | ニューヘイブン     | アメリカ合衆国 | ニューヘイブン・コロシアム                               |
| 1978年11月9日                 | デトロイト         | アメリカ合衆国 | コボ・アリーナ                                           |
| 1978年11月10日                | デトロイト         | アメリカ合衆国 | コボ・アリーナ                                           |
| 1978年11月11日                | カラマズー         | アメリカ合衆国 | ウィングス・スタジアム                                   |
| 1978年11月13日                | ボストン           | アメリカ合衆国 | ボストン・ガーデン                                       |
| 1978年11月14日                | プロビデンス       | アメリカ合衆国 | プロビデンス・シビック・センター                         |
| 1978年11月16日                | ニューヨーク       | アメリカ合衆国 | マディソン・スクエア・ガーデン                           |
| 1978年11月17日                | ニューヨーク       | アメリカ合衆国 | マディソン・スクエア・ガーデン                           |
| 1978年11月19日                | ユニオンデール     | アメリカ合衆国 | ナッソー・ベテランズ・メモリアル・コロシアム             |
| 1978年11月20日                | フィラデルフィア   | アメリカ合衆国 | スペクトラム                                             |
| 1978年11月22日                | ナッシュビル       | アメリカ合衆国 | ナッシュビル・オーディトリアム                           |
| 1978年11月23日                | セントルイス       | アメリカ合衆国 | チェッカードーム                                         |
| 1978年11月25日                | リッチフィールド   | アメリカ合衆国 | リッチフィールド・コロシアム                             |
| 1978年11月26日                | シンシナティ       | アメリカ合衆国 | リヴァーフロント・コロシアム                             |
| 1978年11月28日                | バッファロー       | アメリカ合衆国 | バッファロー・メモリアル・オーディトリアム               |
| 1978年11月30日                | オタワ             | カナダ         | オタワ・シビック・センター                               |
| 1978年12月1日                 | モントリオール     | カナダ         | モントリオール・フォーラム                               |
| 1978年12月3日                 | トロント           | カナダ         | メープルリーフ・ガーデンズ                               |
| 1978年12月4日                 | トロント           | カナダ         | メープルリーフ・ガーデンズ                               |
| 1978年12月6日                 | マディソン         | アメリカ合衆国 | デーン・カウンティ・メモリアル・コロシアム               |
| 1978年12月7日                 | シカゴ             | アメリカ合衆国 | シカゴ・スタジアム                                       |
| 1978年12月8日                 | カンザスシティ     | アメリカ合衆国 | ケンパー・アリーナ                                       |
| 1978年12月12日                | シアトル           | アメリカ合衆国 | シアトル・センター・コロシアム                           |
| 1978年12月13日                | ポートランド       | アメリカ合衆国 | メモリアル・コロシアム                                   |
| 1978年12月14日                | バンクーバー       | カナダ         | パシフィック・コロシアム                                 |
| 1978年12月16日                | オークランド       | アメリカ合衆国 | オークランド・アラメダ・カウンティ・コロシアム・アリーナ |
| 1978年12月18日                | イングルウッド     | アメリカ合衆国 | ザ・フォーラム                                           |
| 1978年12月19日                | イングルウッド     | アメリカ合衆国 | ザ・フォーラム                                           |
| 1979年12月20日                | イングルウッド     | アメリカ合衆国 | ザ・フォーラム                                           |
| ヨーロッパ (ライヴ・キラーズ) |                    |                |                                                          |
| 1979年1月17日                 | ハンブルク         | 西ドイツ       | エルンスト・メルク・ハレ                                 |
| 1979年1月18日                 | キール             | 西ドイツ       | オストゼーハレ                                           |
| 1979年1月20日                 | ブレーメン         | 西ドイツ       | シュタットハレ・ブレーメン                               |
| 1979年1月21日                 | ドルトムント       | 西ドイツ       | ヴェストファーレンハーレン                               |
| 1979年1月23日                 | ハノーファー       | 西ドイツ       | メッセスポーツパレス                                     |
| 1979年1月24日                 | 西ベルリン         | 西ベルリン     | ドイチュラント・ハレ                                     |
| 1979年1月26日                 | ブリュッセル       | ベルギー       | フォレスト・ナショナル                                   |
| 1979年1月27日                 | ブリュッセル       | ベルギー       | フォレスト・ナショナル                                   |
| 1979年1月29日                 | ロッテルダム       | オランダ       | アホイ・ロッテルダム                                     |
| 1979年1月30日                 | ロッテルダム       | オランダ       | アホイ・ロッテルダム                                     |
| 1979年2月1日                  | ケルン             | 西ドイツ       | ケルン・シュポルトハレ                                   |
| 1979年2月2日                  | フランクフルト     | 西ドイツ       | フェストハレ・フランクフルト                             |
| 1979年2月4日                  | チューリッヒ       | スイス         | ハレンシュタディオン                                     |
| 1979年2月6日                  | ザグレブ           | ユーゴスラビア | ドム・スポルトヴァ                                       |
| 1979年2月7日                  | リュブリャナ       | ユーゴスラビア | ティヴォリ・ホール                                       |
| 1979年2月10日                 | ミュンヘン         | 西ドイツ       | ルディ・セドルメイヤー・ハレ                             |
| 1979年2月11日                 | ミュンヘン         | 西ドイツ       | ルディ・セドルメイヤー・ハレ                             |
| 1979年2月13日                 | ベーブリンゲン     | 西ドイツ       | シュポルトハレ・ベーブリンゲン                           |
| 1979年2月15日                 | ザールブリュッケン | 西ドイツ       | ザールラントハレ                                         |
| 1979年2月17日                 | リヨン             | フランス       | パレ・デ・スポール・ド・リヨン                           |
| 1979年2月19日                 | バルセロナ         | スペイン       | バルセロナ・スポーツパレス                               |
| 1979年2月20日                 | バルセロナ         | スペイン       | バルセロナ・スポーツパレス                               |
| 1979年2月22日                 | マドリード         | スペイン       | パラシオ・デ・デポルテス                                 |
| 1979年2月23日                 | マドリード         | スペイン       | パラシオ・デ・デポルテス                                 |
| 1979年2月25日                 | ポワチエ           | フランス       | アレーン・デ・ポワチエ                                   |
| 1979年2月27日                 | パリ               | フランス       | パビリオン・デ・パリ                                     |
| 1979年2月28日                 | パリ               | フランス       | パビリオン・デ・パリ                                     |
| 1979年3月1日                  | パリ               | フランス       | パビリオン・デ・パリ                                     |
| アジア                        |                    |                |                                                          |
| 1979年4月13日                 | 東京               | 日本           | 日本武道館                                               |
| 1979年4月14日                 | 東京               | 日本           | 日本武道館                                               |
| 1979年4月19日                 | 大阪               | 日本           | フェスティバルホール                                     |
| 1979年4月20日                 | 大阪               | 日本           | フェスティバルホール                                     |
| 1979年4月21日                 | 金沢               | 日本           | 金沢実践倫理記念館                                       |
| 1979年4月23日                 | 東京               | 日本           | 日本武道館                                               |
| 1979年4月24日                 | 東京               | 日本           | 日本武道館                                               |
| 1979年4月25日                 | 東京               | 日本           | 日本武道館                                               |
| 1979年4月27日                 | 神戸               | 日本           | 神戸市立中央体育館                                       |
| 1979年4月28日                 | 名古屋             | 日本           | 名古屋市国際展示場                                       |
| 1979年4月29日                 | 福岡               | 日本           | 福岡市九電記念体育館                                     |
| 1979年5月1日                  | 福岡               | 日本           | 福岡市九電記念体育館                                     |
| 1979年5月2日                  | 山口               | 日本           | 山口県立体育館                                           |
| 1979年5月5日                  | 札幌               | 日本           | 真駒内屋内競技場                                         |
| 1979年5月6日                  | 札幌               | 日本           | 真駒内屋内競技場                                         |

## 担当
- フレディ・マーキュリー - リードボーカル、ピアノ、タンバリン
- ブライアン・メイ - エレクトリック・ギター、アコースティック・ギター、コーラス
- ロジャー・テイラー - ドラムス、ティンパニ、タンバリン、リードボーカル、コーラス
- ジョン・ディーコン - ベース・ギター、リズムギター、トライアングル